# Wilhelm Busch (Agrarwissenschaftler)
Wilhelm Busch (* 8. Dezember 1901 in Recklinghausen; † 25. Dezember 1998 in Rostock) war ein deutscher Agronom und Hochschullehrer.

## Leben
Busch studierte Landwirtschaft an der Landwirtschaftlichen Hochschule in Hohenheim, an der Universität Göttingen und an der Landwirtschaftlichen Hochschule in Bonn-Poppelsdorf. 1926 beendete er das Studium als Diplomlandwirt. 1930 wurde er promoviert und arbeitete anschließend als Wissenschaftlicher Assistent bei Theodor Brinkmann an der Universität Bonn, wo er sich 1935 habilitierte. Busch war zum 1. Mai 1933 der NSDAP beigetreten (Mitgliedsnummer 2.095.762), von 1933 bis 1937 war er daneben in der SA. Busch war von 1939 bis 1941 NS-Dozentenbundführer an der Universität Bonn. 1942 ernannte man ihn zum ordentlichen Professor für Agrarwesen und Agrarpolitik. Von 1942 bis 1945 war er Direktor des Instituts für landwirtschaftliche Betriebslehre in Riga.
In seiner Schrift Raumordnung durch landwirtschaftliche Umsiedlung in der Rheinprovinz (1943) demonstrierte Busch, wie das von Ludwig Neundörfer entwickelte soziographische Verfahren im Rheinland Anwendung fand. Die Reichsarbeitsgemeinschaft für Raumforschung hatte Busch zuvor mit fast 5.000 Reichsmark gefördert.
Nach dem Zweiten Weltkrieg arbeitete Busch zunächst als Bauer, dann von 1947 bis 1950 Schriftleiter im Verlag Parey. Ab Ende 1950 bekleidete Busch die Stelle eines ordentlichen Professors an der Hochschule für Gartenbau und Landeskultur Hannover, die 1952 in die TH Hannover eingegliedert wurde. Dort amtierte er von 1961 bis 1963 auch als Prorektor.:52 In der Hochschule für Gartenbau und Landeskultur Hannover kamen weitere Mitarbeiter der NS-Raumordnung nach 1945 unter (z. B. Konrad Meyer, Heinrich Wiepking-Jürgensmann).
1952 war Busch an der Gründung der Zeitschrift Agrarwirtschaft beteiligt (bis 1968 Schriftleiter).

## Schriften (Auswahl)
- Die Entwicklung von Organisation des landwirtschaftlichen Rechnungswesens in Dänemark: ein Mittel zur wirtschaftlichen und kulturellen Hebung der Landwirtschaft. Fieseler, Bonn 1929.
- Die Landbauzonen im deutschen Lebensraum. Ulmer, Stuttgart 1936 (Habilitationsschrift).
- Das Gefüge der westfälischen Landwirtschaft. Aschendorff, Münster (Westf.) 1939 (Veröffentlichungen des Provinzial-Instituts für Westfälische Landes- und Volkskunde. Reihe 1, Wirtschafts- und verkehrswissenschaftliche Arbeiten, 2).
- Die deutsche Ernährungswirtschaft. Bonner Universitäts-Buchdruck, Bonn 1940 (Kriegsvorträge der Rheinischen Friedrich-Wilhelms-Universität, Bonn am Rhein, 16).
- Die Leistungssteigerung der deutschen Landwirtschaft seit 1800. Bonner Universitäts-Buchdruck, Bonn 1941 (Kriegsvorträge der Rheinischen Friedrich-Wilhelms-Universität, Bonn am Rhein, 44).
- Raumordnung durch landwirtschaftliche Umsiedlung in der Rheinprovinz. Koehler, Leipzig 1943 (Berichte zur Raumforschung und Raumordnung, 9).
- Betrachtungen zu den Standorten des europäischen Gartenbaues. Zentralverband des Deutschen Gemüse-, Obst- und Gartenbaues, Bonn 1954.
- Landwirtschaftliche Betriebslehre. Girardet, Essen 1958.
- zusammen mit Harmen Storck: Der Gartenbau in der Wirtschaft Westeuropas. Georgi, Aachen 1958.
  - Band 1: Erzeugung, Aussenhandel und Verbrauch von nicht der Ernährung dienenden Gartenbauerzeugnissen.
- Hrsg.: Betriebswirtschaftliche Begriffe im Gartenbau. Parey, Hamburg u. a. 1961.
- Entwicklungstendenzen und Strukturverschiebungen im westdeutschen Obstbau und am westeuropäischen Obstmarkt. Landwirtschaftsverlag, Hiltrup b. Münster (Westf.) 1965 (Landwirtschaft – angewandte Wissenschaft. Sonderheft Gartenbau, 41) (Beraterheft / Arbeitskreis Betriebswirtschaftliche Beratung im Gartenbau, 6).
- Marktstruktur, Preisbildung und Handelsspannen bei Obst und Gemüse einschließlich Konserven in der Bundesrepublik Deutschland. Forschungsgesellschaft für Agrarpolitik und Agrarsoziologie, Bonn 1966 (Schriftenreihe der Forschungsgesellschaft für Agrarpolitik und Agrarsoziologie, 165).
- zusammen mit L. Schmidt-Sagody: Gutachten über die Zugehörigkeit des Gartenbaues zur Landwirtschaft: der Gartenbau, ein Zweig der Urproduktion. Landwirtschaftsverlag, Hiltrup b. Münster (Westf.) 1968.
- Taxationslehre für Landwirtschaft und Gartenbau. Parey, Hamburg u. a. 1969.
- Standortorientierung des Gartenbaues: Bestimmungsgründe und Verhältnisse in der BR Deutschland. Institut für Gartenbauökonomie der Technischen Universität Hannover, Hannover 1974 (Forschungsberichte zur Ökonomie im Gartenbau, 20).
- Gärtnerische Unternehmen heute, morgen. Zentralverband Gartenbau, Bonn-Bad Godesberg 1975.
- Die Lenkungsaufgaben im gärtnerischen Betrieb: ihr Erkennen, Gestalten und Vollziehen. Parey, Hamburg u. a. 1977, ISBN 3-489-60122-X (Betriebs- und Marktwirtschaft im Gartenbau, 5).
- Die Standorte des Gemüsebaus in Westeuropa: eine Studie. Institut für Gartenbauökonomie der Technischen Universität Hannover, Hannover 1980 (Forschungsberichte zur Ökonomie im Gartenbau, 34).

## Mitgliedschaften u. ä.
- Mitglied des Senats der TH Hannover (1955/56)
- Dekan der Fakultät für Gartenbau und Landeskultur (1956/57)
- Gesellschaft für Wirtschafts- und Sozialwissenschaften des Landbaus
- Deutsche Gartenbauwissenschaftliche Gesellschaft
- International Society of Horticultural Science
- Albrecht-Thaer-Gesellschaft[5]:145f.